# St. Albertus Magnus (Wiemelhausen)

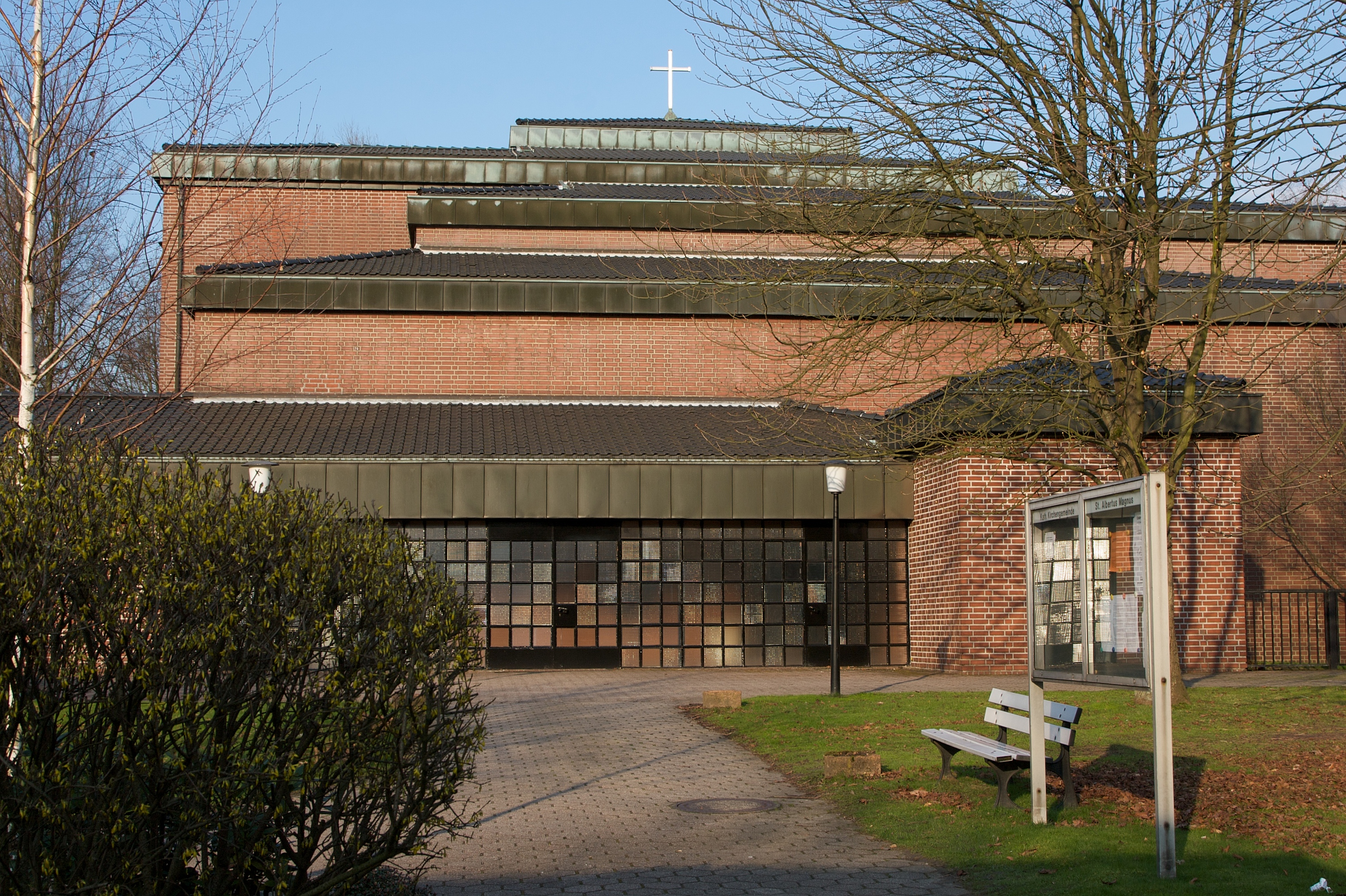
Albertus-Magnus-Kirche

Das seit 2007 denkmalgeschütztes Kirchengebäude St. Albertus Magnus war eine römisch-katholische Kirche in der Königsallee 171 in Bochum-Wiemelhausen.

## Geschichte und Architektur
Der asymmetrische Bau aus gegeneinander verschobenen Kuben, die in der Höhe gestaffelt sind, wurde von 1960 bis 1964 als Zentrum eines geplanten aber nur teilweise realisierten Gemeindezentrums unter der Bauleitung von Gottfried Böhm errichtet. Das Stahlbetongebäude ist mit Backstein verkleidet. Die ursprünglichen Flachdächer wurden 1987 zu schwach geneigten Walmdächern umgebaut. Eine fensterlose Taufkapelle steht vor der langgestreckten Vorhalle. Das tragende Rahmenwerk im Inneren ist so angeordnet, dass die Kirche in drei Schiffe eingeteilt ist. Die Rahmenelemente bestehen aus feinkörnigem Waschbeton. Die Wände des Innenraums sind ebenfalls mit Backstein verkleidet. Licht fällt durch die beiden seitlichen Glaswände, die durch plastische Betonelemente gegliedert sind, ein. Nordöstlich steht der von einem brennenden Dornbusch umgebene Albertus-Magnus-Altar. Südwestlich davon befindet sich ein Beichtstuhl, der sogenannte Richterstuhl. Er wird ergänzt durch eine Sinai-Darstellung mit den zehn Geboten. Die Farbverglasung im Altarraum wurde 1980 eingebaut.
Die Kirche wurde im Zuge der Strukturreform im Bistum Essen „außer Gebrauch“ genommen und im Jahr 2014 profaniert. Zur Zeit dient sie dem Theater Total als Aufführungsstätte.